# Табатадзе, Шавлего
Шавле́го Табата́дзе (груз. შავლეგო ტაბატაძე; род. 12 февраля 1977 года, Рустави, Грузинская ССР) — грузинский военный и государственный деятель, государственный уполномоченный (губернатор) в регионе Имеретия с 20 августа 2018 года.

## Биография
Родился 12 февраля 1977 года в Рустави.
Окончил объединённую военную академию Министерства обороны Грузии в 1998 году, после окончания которой занимал различные должности в академии — командира взвода (1998—1999), командира роты учебного батальона (1999—2001), командира роты кадетского учебного батальона (2001—2002), заместителя командира начальника учебного батальона (2002—2004). В 2003 году принимал участие в составе миротворческой миссии в Косово.
В 2004 году был начальником штаба 16-го горного батальона, с августа по декабрь 2004 года принимал участие в миротворческой миссии в Афганистане. С 2004 по 2005 год служил в департаменте оперативного планирования J-3, с 2005 по 2006 год был командиром 11-го батальона 1-й пехотной бригады, в 2005 году принимал участие в миссии грузинского военного контингента в составе международных коалиционных сил в Ираке.
С 2006 по 2008 год был командиром 3-й пехотной бригады, в 2008 году вновь принимал участие в составе грузинского военного контингента в Ираке.
С 2008 года занимал различные должности в командовании Сухопутных сил Грузии — начальника отдела военного образования и подготовки департамента оперативного планирования J-3 (2008—2009), начальника департамента оперативного планирования J-3 (2009). C мая по сентябрь 2009 года был начальником штаба 1-й пехотной бригады, с 2010 года занимал должность начальника отдела обмена боевым опытом управления военного образования и боевой подготовки департамента J-7.
С 2012 по 2015 год был командиром 5-й пехотной бригады. С 2014 по 2016 год прошёл курс Генерального штаба в Германии. С 2015 по 2016 год служил в департамента J-7 Генерального штаба, с марта 2016 года по август 2018 года руководил Восточным командованием Сухопутных войск Грузии.
20 августа 2018 года назначен государственным уполномоченным (губернатором) в регионе Имеретия.
Награждён рядом медалей, владеет грузинским, английским, немецким и русским языками. Женат, имеет четырёх детей.